# 우사미촌
우사미촌(宇佐美村)은 시즈오카현 가모군·다가타군에 설치되었던 촌이다. 현재의 이토시에 해당한다.